# Rockingham (Vermont)
Rockingham ist eine Town im Windham County des Bundesstaates Vermont in den Vereinigten Staaten mit 4.832 Einwohnern (laut Volkszählung von 2020).

## Geografie

### Geografische Lage
Rockingham liegt im Nordosten des Windham Countys, am Westufer des Connecticut River und grenzt direkt an New Hampshire. Der Williams River durchfließt von Nordwesten die Town, um zentral im östlichen Bereich in den Connecticut River zu münden und durch den südlichen Teil fließt der Saxtons River, der südlich von Bellows Falls in den Connecticut River mündet. Das Gebiet der Town ist hügelig, hat aber keine hohen Erhebungen. Die höchste ist der Signal Hill mit 380 m.

### Nachbargemeinden
Alle Entfernungen sind als Luftlinien zwischen den offiziellen Koordinaten der Orte aus der Volkszählung 2010 angegeben.
- Norden: Springfield, 4,5 km
- Nordosten: Charlestown, NH, 13,9 km
- Südosten: Walpole, NH, 11,9 km
- Süden: Putney, 6,4 km
- Südwesten: Athens, 10,4 km
- Westen: Grafton, 12,3 km
- Nordwesten: Chester, 14,2 km

### Stadtgliederung
In der Town Rockingham gibt es mehrere Siedlungskerne, davon besitzen zwei den Status von Villages mit beschränkter, eigener Verwaltung: Bellows Falls ist davon die mit Abstand größte und das wirtschaftliche und touristische Zentrum des Gebietes, das andere Village ist Saxtons River. Daneben gibt es die Hamlets Bartonsville, Brockways Mills und Cambridgeport.

### Klima
Die mittlere Durchschnittstemperatur in Rockingham liegt zwischen −7 °C (19 °Fahrenheit) im Januar und 20,5 °C (69 °Fahrenheit) im Juli. Die Schneefälle zwischen Oktober und Mai bei einem Spitzenwert im Januar von 40 cm (16 inch) liegen mit rund zwei Metern etwa doppelt so hoch wie die mittlere Schneehöhe in den USA. Die tägliche Sonnenscheindauer liegt am unteren Rand des Wertespektrums der USA.

## Geschichte
Rockingham gehört zu den früh besiedelten Arealen Vermonts. Zur Besiedlung ausgerufen durch Gouverneur Benning Wentworth von New Hampshire, kamen die ersten Siedler bereits 1753 tatsächlich ins Land. Benannt wurde die Town nach Charles Watson-Wentworth, 2. Marquess of Rockingham, einem Verwandten von Benning Wentworth. Die offizielle Verwaltung wurde 1761 verwirklicht. Die ersten Siedler lebten nicht nur von der Landwirtschaft, sondern nutzten auch die fischreichen Gewässer.
Das Rockingham Meetinghouse – ein puritanisches Kirchengebäude, wie es in Neuengland weit verbreitet war – stammt von 1796 und ist seither weitestgehend unverändert geblieben. Seit dem Jahr 2000 wird es auf der Liste der National Historic Landmarks in Vermont geführt und steht damit unter Denkmalschutz.
Die ebenfalls gelistete, mehr als 140 Jahre alte Bartonsville Covered Bridge, wurde 2011 durch ein Hochwasser, das durch den Hurrikan Irene hervorgerufen wurde, völlig zerstört.

### Religionen
In Rockingham gründeten sich im Jahr 1770 die Kongregationale Kirche, 1798 in Bellows Falls die Episkopalkirche, im Jahr 1842 die Baptisten und auch die Methodisten gründeten eine Gemeinde.

### Einwohnerentwicklung
| Volkszählungsergebnisse - Town of Rockingham, Vermont | Volkszählungsergebnisse - Town of Rockingham, Vermont | Volkszählungsergebnisse - Town of Rockingham, Vermont | Volkszählungsergebnisse - Town of Rockingham, Vermont | Volkszählungsergebnisse - Town of Rockingham, Vermont | Volkszählungsergebnisse - Town of Rockingham, Vermont | Volkszählungsergebnisse - Town of Rockingham, Vermont | Volkszählungsergebnisse - Town of Rockingham, Vermont | Volkszählungsergebnisse - Town of Rockingham, Vermont | Volkszählungsergebnisse - Town of Rockingham, Vermont | Volkszählungsergebnisse - Town of Rockingham, Vermont |
| Jahr                                                  | 1700                                                  | 1710                                                  | 1720                                                  | 1730                                                  | 1740                                                  | 1750                                                  | 1760                                                  | 1770                                                  | 1780                                                  | 1790                                                  |
| ----------------------------------------------------- | ----------------------------------------------------- | ----------------------------------------------------- | ----------------------------------------------------- | ----------------------------------------------------- | ----------------------------------------------------- | ----------------------------------------------------- | ----------------------------------------------------- | ----------------------------------------------------- | ----------------------------------------------------- | ----------------------------------------------------- |
| Einwohner                                             |                                                       |                                                       |                                                       |                                                       |                                                       |                                                       |                                                       |                                                       |                                                       | 1.235                                                 |
| Jahr                                                  | 1800                                                  | 1810                                                  | 1820                                                  | 1830                                                  | 1840                                                  | 1850                                                  | 1860                                                  | 1870                                                  | 1880                                                  | 1890                                                  |
| Einwohner                                             | 1.684                                                 | 1.954                                                 | 2.155                                                 | 2.272                                                 | 2.330                                                 | 2.837                                                 | 2.904                                                 | 2.854                                                 | 3.797                                                 | 4.579                                                 |
| Jahr                                                  | 1900                                                  | 1910                                                  | 1920                                                  | 1930                                                  | 1940                                                  | 1950                                                  | 1960                                                  | 1970                                                  | 1980                                                  | 1990                                                  |
| Einwohner                                             | 5.809                                                 | 6.207                                                 | 6.231                                                 | 5.302                                                 | 5.737                                                 | 5.499                                                 | 5.704                                                 | 5.501                                                 | 5.538                                                 | 5.484                                                 |
| Jahr                                                  | 2000                                                  | 2010                                                  | 2020                                                  | 2030                                                  | 2040                                                  | 2050                                                  | 2060                                                  | 2070                                                  | 2080                                                  | 2090                                                  |
| Einwohner                                             | 5.309                                                 | 5.282                                                 | 4.832                                                 |                                                       |                                                       |                                                       |                                                       |                                                       |                                                       |                                                       |

## Kultur und Sehenswürdigkeiten

### Bauwerke
In das National Register of Historic Places wurden folgende Bauwerke in Rockingham aufgenommen

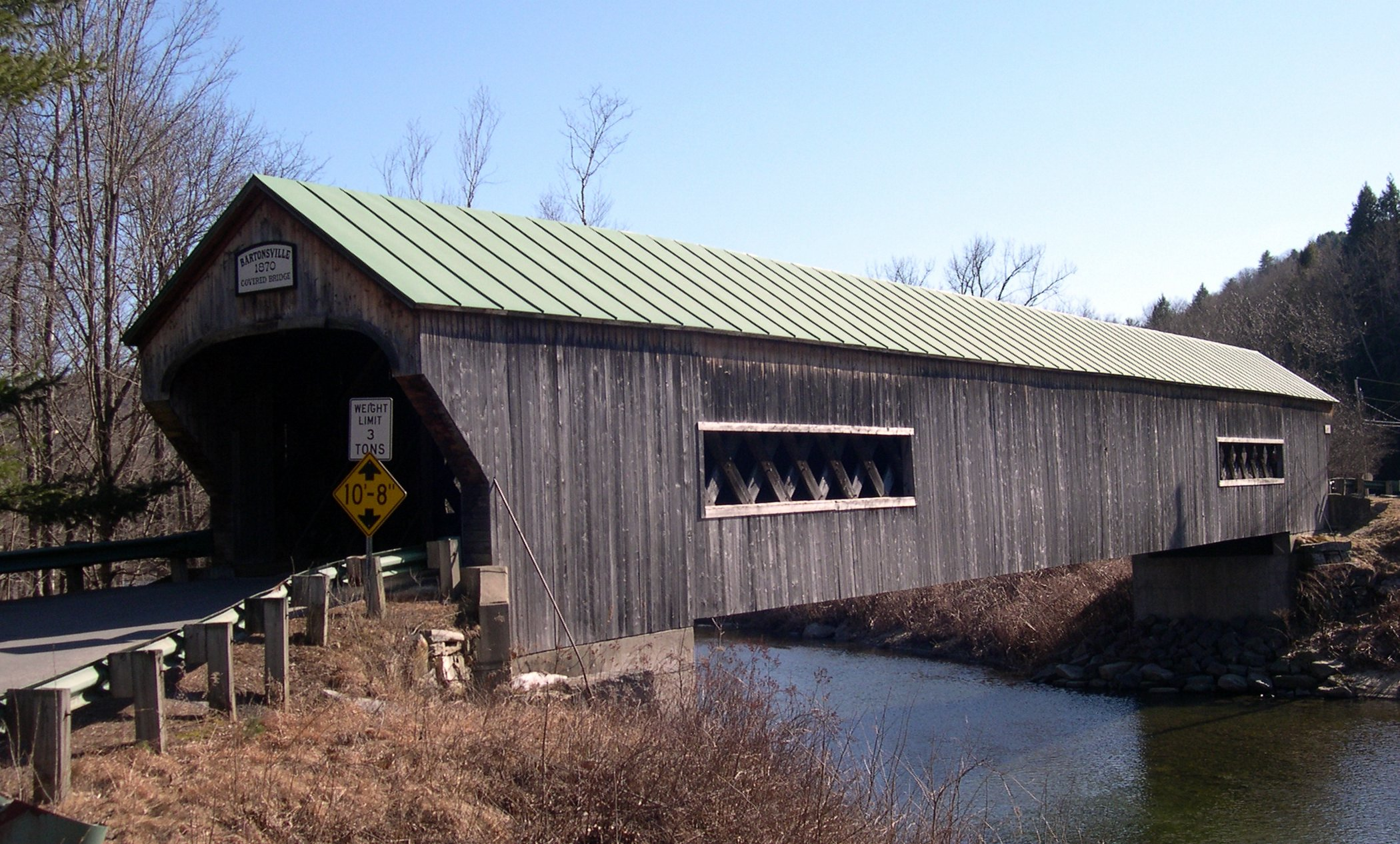
Bartonsville Covered Bridge von 1870, zerstört 2011

- Bartonsville Covered Bridge — sie überspannt den Williams River südlich von Bartonsville (unter Denkmalschutz gestellt 1973)
- Worrall Covered Bridge — im Norden von Rockingham über den Williams River (unter Denkmalschutz gestellt 1973)
- Hall Covered Bridge - Im Westen von Bellows Falls über den Saxtons River (unter Denkmalschutz gestellt 1973)
- Parker Hill Rural Historic District — Parker Hill und Lower Parker Hill Roads (unter Denkmalschutz gestellt 1993)

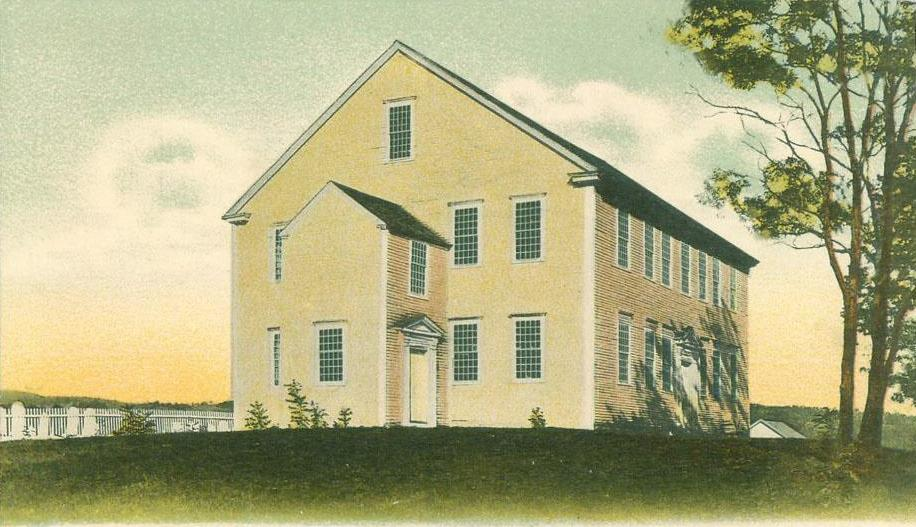
Rockingham Meeting House

- Rockingham Meeting House (unter Denkmalschutz gestellt 1979)
- Rockingham Village Historic District - Meeting House Rd., Rockingham Hill Rd. (unter Denkmalschutz gestellt 2008)
- Williams River Route 5 Bridge — über den Williams River (unter Denkmalschutz gestellt 1991)
- Adams Gristmill Warehouse - Bridge St., Bellows Falls (unter Denkmalschutz gestellt 1990)
- Bellows Falls Co-operative Creamery Complex - Bridge St., Bellows Falls (unter Denkmalschutz gestellt 1990)
- Bellows Falls Petroglyph Site (VT-WD-8) - Bridge St., Bellows Falls (unter Denkmalschutz gestellt 1990)
- Bellows Falls Times Building - Bridge and Island streets, Bellows Falls (unter Denkmalschutz gestellt 1990)
- Bellows Falls Downtown Historic District - Depot, Canal, Rockingham, Bridge, Mill und Westminster Sts. (unter Denkmalschutz gestellt 1982)
- Bellows Falls Neighborhood Historic District - Atkinson, Westminster, School, and Hapgood Sts., Hapgood Pl., and Burt St., Henry St., South St., Hadley St. und Temple Pl.; auch Center, Front, Old Terrace und Pine Sts., Bellows Falls (unter Denkmalschutz gestellt 2002)
- Gas Station at Bridge and Island Streets - (unter Denkmalschutz gestellt 1990)
- George-Pine-Henry Street Historic District - 5-22 George St.; 1-17 Pine St.; 32-44 Henry St., Bellows Falls (unter Denkmalschutz gestellt 2010)
- Vermont Academy Campus Historic District - 10 Long Walk, Saxtons River (unter Denkmalschutz gestellt 2015)
- Saxtons River Village Historic District - (unter Denkmalschutz gestellt 1988)
- Miss Bellows Falls Diner - (unter Denkmalschutz gestellt 1983)
- Moore and Thompson Paper Mill Complex - Bridge St., Bellows Falls (unter Denkmalschutz gestellt 1984)
- Oak Hill Cemetery Chapel - Off Pleasant St., Bellows Falls (unter Denkmalschutz gestellt 1991)
- William A. Hall House - 1 Hapgood St., Bellows Falls (unter Denkmalschutz gestellt 1999)
- Howard Hardware Storehouse - Bridge St., Bellows Falls (unter Denkmalschutz gestellt 1990)
- Robertson Paper Company Complex - Island St., Bellows Falls (unter Denkmalschutz gestellt 1990)
- Williams Street Extension Historic District - 51-58, 61-68, 70 Williams St., Bellows Falls (unter Denkmalschutz gestellt 2010)
- Westminster Terrace Historic District - Along Westminster Terrace, in Bellows Falls and Westminster (unter Denkmalschutz gestellt 2010)

### Parks
Im Zentrum der Town befindet sich der Bellows Falls Village Forest und im Westen ragt der Dorand State Forest in die Town.

## Wirtschaft und Infrastruktur

### Verkehr
Die Interstate 91 führt in nordsüdlicher Richtung entlang der östlichen Grenze der Town. Ihrem Verlauf folgt der U.S. Highway 5 von Springfield im Norden nach Westminster im Süden. Eine Amtrak Station befindet sich in Bellows Falls.

### Öffentliche Einrichtungen
Das Rockingham Memorial Hospital befindet sich in Bellows Falls und ist für die Umgebung das zuständige Krankenhaus.

### Bildung
Bellows Falls und Saxtons River gehören zum Windham Northeast Supervisory Union In Saxtons River befindet sich die Saxtons River Elementary School mit Schulklassen von Klasse eins bis vier. In Bellows Falls die Central Elementary, die Bellows Falls Middle School und die Bellows Falls Union High School
Die Vermont Academy ist ein privates College in Saxtons River.
Die Rockingham Free Public Library befindet sich an der Westminster Street in Bellows Falls. Die Rockingham Library Society gründete sich bereits 1799 und 1887 wurde die Bücherei Rockingham Free Public Library genannt. Im Jahr 1888 bezog sie einen Raum im neu errichteten Opera House. 1908 entschlossen sich die Bewohner von Rockingham, Land für den Bau einer Bücherei an der Westminster Street zu erwerben. Geld dazu wurde vom Philanthropen und Stahlmagnaten Andrew Carnegie gespendet.

## Persönlichkeiten

### Persönlichkeiten, die vor Ort gewirkt haben
- John S. Barry (1802–1870), Politiker und Gouverneur von Michigan
- Thomas P. Salmon (1932–2025), Gouverneur von Vermont